# Энтолома яркоокрашенная
Энтоло́ма яркоокра́шенная, или розовопласти́нник яркоокра́шенный (лат. Entolóma euchróum) — вид грибов семейства энтоломовые (Entolomataceae).
Синонимы:
- Agaricus euchrous Pers. 1801basionym
- Hyporrhodius euchrous (Pers.) J. Schröt. 1889
- Leptonia euchroa (Pers.) P. Kumm. 1871

## Биологическое описание
- Шляпка 0,9—4 см в диаметре, у молодых грибов полушаровидной или конической формы, затем раскрывается до плоско-выпуклой, негигрофанная, полностью покрытая хлопьевидными чешуйками, немного более тёмными, чем сама поверхность; окраска шляпки сине-фиолетовая, в центральной части часто с буроватым оттенком. Край шляпки у молодых грибов слабо подвёрнут.
- Мякоть одного цвета со шляпкой, со сладким запахом и мыльным вкусом.
- Гименофор пластинчатый, пластинки довольно частые, нередко с низбегающим на ножку зубцом, розово-бежевые, с заметным сиреневым оттенком или же фиолетово-коричневые с розоватым оттенком.
- Ножка 2—6 см длиной и 0,1—0,5 см толщиной, с бульбовидным утолщением в основании, в верхней части покрыта хлопьевидными чешуйками, светло- или тёмно-фиолетового цвета, в нижней части иногда с коричневатым оттенком. Кольцо отсутствует.
- Споровый порошок розового цвета. Споры 8—11,5×6—8 мкм, угловатые. Базидии четырёхспоровые, с пряжками, 27—45×9—12 мкм. Хейлоцистиды цилиндрической, булавовидной или грушевидной формы, тонкостенные, обычно гиалиновые, 22—47×6—12 мкм. Кутикула шляпки — триходермис, состоящий из цилиндрических гиф до 19 мкм толщиной[1].

Entoloma euchroum считается съедобным грибом, не рекомендуемым к употреблению из-за возможности спутать с родственными ядовитым видами.

## Ареал и экология
Entoloma euchroum широко распространена по всей Европе. Произрастает одиночно или небольшими группами в лиственных лесах с дубом, ольхой, рябиной, ясенем и лещиной, реже с кипарисовиком. Ксилотроф.

## Сходные виды
Отличается от других видов секции Leptonia сиреневатым оттенком пластинок и экологией.